# Teoria del complotto sugli UFO

Rappresentazione grafica di una navicella spaziale aliena e di un extraterrestre

La teoria del complotto riguardante gli UFO è un'indimostrata teoria del complotto che sostiene che le prove dell'esistenza degli UFO e della presenza di alieni sulla terra siano state occultate da vari governi in tutto il mondo, soprattutto da quelli degli Stati Uniti d'America. Questa teoria complottistica ha numerose varianti a seconda degli autori, che vanno dal semplice recupero di UFO che si sarebbero schiantati al suolo uccidendo l'equipaggio alieno all'idea che i governi sarebbero effettivamente in comunicazione o cooperazione con ipotetiche entità extraterrestri.
Secondo quanto riferito da David Morrison, membro del Committee for Skeptical Inquiry, queste teorie sono sostenute da poche o nessuna prova. Uno dei membri fondatori del SETI, Carl Sagan nella sua serie Cosmos dichiara che «affermazioni straordinarie richiedono prove straordinarie» (citando Marcello Truzzi). Ad ogni modo, moltissime persone affermano che vi sarebbe un generale insabbiamento attuato da alcuni soggetti del Governo degli Stati Uniti. L'ex-senatore statunitense Mike Gravel ha affermato che la Casa Bianca ha ripetutamente soppresso, ignorato e/o minimizzato le prove. Alcuni generali, piloti e funzionari governativi hanno dichiarato a verbale la medesima cosa.
Alcune di queste teorie arrivano a sostenere che i governi starebbero esplicitamente permettendo presunti rapimenti alieni in cambio di non meglio specificata tecnologia superiore. Altre teorie sospettano che alcuni Stati, segnatamente gli Stati Uniti d'America, siano in comunicazione e/o in cooperazione con gli extraterrestri, nonostante le affermazioni pubbliche contrarie. Secondo altri, gli extraterrestri influenzerebbero addirittura le politiche dei governi (esopolitica). Fin dal suo esordio, il concetto del complotto è entrato a far parte della cultura di massa (specialmente statunitense) ed è diventato un topos delle opere di fiction, la più famosa delle quali è probabilmente la serie televisiva X-Files. Ricerche britanniche avrebbero trovato prove della soppressione di incidenti di UFO da parte delle autorità durante la guerra fredda, ma non sarebbe mai stata trovata alcuna prova del carattere cospiratorio. Il motivo è riferito al desiderio dei governi di evitare di dover ammettere l'esistenza del fenomeno ufologico senza poterlo spiegare e per contenere l'isteria causata da queste notizie nel particolare periodo storico.
In questo contesto, il termine UFO (Unidentified Flying Object) è utilizzato impropriamente, perché esso si riferisce a qualsiasi oggetto volante che sia stato avvistato otticamente e/o a mezzo radar e non sia stato possibile ricondurre a un oggetto o fenomeno noto (velivolo civile o militare, aerostato, satellite artificiale, pianeta, meteora, nuvola, fulmine globulare, ecc.), e non a macchine volanti dichiaratamente di origine extraterrestre, per le quali non esiste un termine specifico.

## Le origini
Nel suo Libro dei Dannati del 1919 Charles Fort fece conoscere ad un piccolo ma influente gruppo di lettori le sue ampie documentazioni sul fenomeno UFO. Fort criticò il consesso scientifico e il suo libro conteneva, a suo dire, numerose prove riferite a fatti che chiamava "dannati", cioè ignorati dalla scienza ufficiale.
La Fortean Society fu fondata nel 1931 per promuovere il suo lavoro e i suoi membri hanno incluso Henry Louis Mencken, Richard Buckminster Fuller e Frank Lloyd Wright.

## Cultura popolare ed opinioni
Diverse idee cospirative in materia sono fiorite negli ultimi anni attraverso internet ed anche in diversi programmi televisivi anche in Italia, ad esempio il programma Squadra Speciale Ufo del canale National Geographic Italia o il programma Alieni: nuove rivelazioni del canale Focus.
Anche l'intrattenimento televisivo è ricco di serie a tema (X-Files e Stargate), di film (Men in Black e Independence Day) e molte altre storie hanno alla base le teorie cospiratorie sugli UFO. Elementi romanzati possono includere agenti governativi di agenzie sconosciute come i Men in Black, le basi segrete come l'Area 51, la base R.A.F. di Rudloe Manor o la base di Porton Down, riferimenti al caso della cittadina di Roswell, l'incidente della foresta di Rendlesham, un comitato politico segreto, noto come "Majestic 12", o lo studio ufficiale sugli UFO del Ministero della difesa inglese ‘Flying Saucer Working Party’ (FSWP).
Alcuni civili riferiscono di essere stati rapiti, addotti dagli alieni; alcuni tra di essi dicendo di essere stati sottoposti ad intensivi ed invasivi esami medici ed altri aggiungendo anche che sperma ed uova gli venivano estratti. L'ipotesi che vi sia una estesa copertura delle informazioni in materia ufologica non è limitata agli studiosi della materia o più in generale alla pubblica opinione. Per esempio, nel 1971 un'indagine di una rivista di sviluppo e ricerca industriale ha rilevato che il 76% dei partecipanti al sondaggio ritiene che il governo non ha mai rivelato tutto ciò che conosceva in materia di UFO, il 54% pensa che gli UFO definitivamente o almeno probabilmente esistano, e il 32% pensa che gli UFO provengono dallo spazio.
Personaggi di rilievo hanno pubblicamente dichiarato che le prove sugli UFO sono state deliberatamente cancellate, incluso il senatore Barry Goldwater, l'ammiraglio Lord Hill-Norton (ex-comandante NATO e capo dello Stato Maggiore della difesa britannico), il generale Arthur Exon (ex-ufficiale di comando della Base Aerea di Wright-Patterson), il vice ammiraglio Roscoe H. Hillenkoetter (primo direttore della CIA), gli astronauti Gordon Cooper e Edgar Mitchell, l'ex-ministro della Difesa canadese Paul Hellyer, il rapporto COMETA francese del 1999 da parte di vari generali francesi ed esperti aerospaziali. Al di là delle loro testimonianze e relazioni, nessuna prova è stata presentata per sostenere le loro dichiarazioni e conclusioni. In accordo con il ‘Committee for Skeptical Inquiry’ esiste poca o nessuna prova a loro sostegno, nonostante una significativa ricerca sul tema da parte di agenzie scientifiche non governative.

## Elementi tipici
Gli elementi tipici di questo genere di teorie del complotto sono:
- l'esistenza di un presunto governo ombra o di un Nuovo ordine mondiale (New World Order), che controllerebbe segretamente le sorti del mondo;
- una ipotetica congiura del silenzio finalizzata a nascondere all'opinione pubblica l'esistenza degli UFO e degli alieni;
- una sorta di accordo o alleanza di qualche tipo tra il governo (o i governi) e gli extraterrestri (volto, per esempio, a celare i presunti casi di rapimento alieno);
- l'impiego di speciali agenti governativi (i cosiddetti uomini in nero) per nascondere le prove dell'esistenza degli UFO;
- elementi tratti dall'ufologia, come l'incidente di Roswell e l'Area 51.

## Sostenitori e critiche
Non sono mai emerse prove credibili su UFO di origine extraterrestre. L'astronomo Carl Sagan, già consulente scientifico del Progetto Blue Book, ritiene veritiere le conclusioni del Progetto stesso, secondo cui per i casi non spiegati di UFO non ci sono prove di un'origine extraterrestre. In proposito, James Oberg, ex-ingegnere della NASA, ha aggiunto che i casi non spiegati di UFO non possono costituire evidenza per qualsiasi ipotesi.
Secondo i sostenitori delle ipotesi complottistiche, queste prove esisterebbero, ma sarebbero insabbiate sistematicamente da militari o governi. Ciò avverrebbe essenzialmente per evitare alla popolazione uno shock culturale con probabile diffusione di preoccupazione, panico e sfiducia nelle istituzioni politiche, religiose e scientifiche. Secondo altri, il segreto verrebbe mantenuto per le pressioni degli ambienti militari, per il timore della fine dei nazionalismi o addirittura per richiesta degli stessi alieni.
Gli scettici, ispirandosi al principio del rasoio di Occam (secondo cui, a priori, la spiegazione più semplice è anche la più probabile), osservano invece che se le prove non si trovano è perché non esistono. Essi fanno notare che le affermazioni dei sostenitori della teoria del complotto non solo non possono essere provate, ma sono anche inconfutabili e perciò, in base al principio di falsificabilità, non sono scientifiche. Viene obiettato anche che non vi sarebbero serie motivazioni per nascondere l'origine extraterrestre degli UFO, poiché lo shock culturale paventato da certi ufologi non sarebbe in realtà così grave: la religione, che è sopravvissuta alle scoperte di Copernico, Galileo e Darwin, accoglierebbe anche questa novità e così farebbe anche la scienza ufficiale. Quanto al possibile atteggiamento della popolazione, si fa notare che oggi molte persone credono già negli UFO e negli extraterrestri e si ritiene che la rivelazione della loro esistenza, passato il clamore iniziale, dopo un po' di tempo non farebbe più notizia.

### Sostenitori
L'idea che le autorità stessero occultando prove sugli UFO si è fatta strada già nei primi anni dopo la nascita dell'ufologia. Donald Keyhoe, ex-maggiore del marines, affermò in un libro che a suo avviso l'Aeronautica Militare sapeva che gli UFO erano di origine extraterrestre, ma cercava di nasconderlo, minimizzando i rapporti degli avvistamenti. Il capitano Edward J. Ruppelt smentì quest'ipotesi, affermando che l'Aeronautica non aveva cercato di insabbiare rapporti; semmai li aveva esaminati in maniera organizzata, ma confusa. Anche Carl Sagan ritiene che dietro le spiegazioni superficiali o forzate di alcuni avvistamenti di UFO non c'era l'intenzione di nascondere qualcosa, ma solo la volontà da parte dell'Aeronautica di dimostrare al pubblico che si interessava al problema UFO ed era in grado di spiegarlo. Nonostante, tuttavia, le smentite e i pareri contrari, l'ipotesi dell'insabbiamento di prove sull'origine extraterrestre degli UFO ha trovato nel tempo vari sostenitori.
Tra i sostenitori del complotto UFO (almeno in alcune sue parti) vi sono anche due ex-astronauti della NASA: Edgar Mitchell (il sesto uomo a porre il suo piede sulla Luna nel corso della missione spaziale Apollo 14) e Gordon Cooper; quest'ultimo avrebbe avvistato personalmente degli UFO, mentre Mitchell avrebbe avuto delle confidenze da fonti che non ha rivelato. La NASA si è dissociata dai due ex-astronauti, sostenendo di non condividere tali opinioni. Occorre poi segnalare che da parte dell'ente spaziale non esiste alcuna attività di ricerca sugli UFO, ritenuto fenomeno molto difficile da studiare scientificamente in quanto non ripetibile.
Tra gli scienziati, l'idea che governi e militari nascondano informazioni sugli UFO ha trovato favorevoli il fisico nucleare Stanton Friedman e il docente universitario di ingegneria James Harder. L'ipotesi del complotto è sostenuta anche da alcuni ex-militari statunitensi tra cui Robert Dean e Philip Corso. Dean sostiene che esisterebbe un rapporto segreto della NATO in cui si direbbe che la Terra è stata visitata da almeno quattro razze aliene (una razza praticamente identica agli umani -Alieni nordici-, una seconda razza differente dagli umani solo per il colore della pelle, poi i grigi e i rettiliani). Corso, autore del libro The Day After Roswell, sostiene invece che gli USA avrebbero ricavato preziose informazioni tecnologiche dall'UFO caduto a Roswell.
Tra i politici che sostengono la tesi del complotto sugli UFO si segnala la figura dell'ex-ministro della difesa canadese Paul Hellyer, il quale ha parlato di questa presunta "congiura del silenzio". La posizione ufficiale dei governi in merito a queste dichiarazioni è che non ci sia nulla da coprire sugli UFO.

### Critiche
Carl Sagan ha fatto osservare che i militari prosperano sull'esistenza di nemici reali o potenziali, pertanto è poco probabile che proprio l'istituzione che trarrebbe maggiore beneficio dall'arrivo di alieni con intenzioni sconosciute faccia pressione per tacerne l'esistenza, come sostengono i fautori della teoria del complotto sugli UFO. Secondo lo scienziato, l'impostazione dei programmi militari e di quelli spaziali effettuata dagli USA e dalla Russia dopo la fine della guerra fredda contraddice l'idea che sulla Terra siano realmente arrivati gli alieni e le grandi potenze ne siano segretamente a conoscenza.
Critiche alla teoria del complotto UFO o ad alcune sue parti sono state peraltro avanzate non solo dagli scettici, ma anche da esponenti dell'ambiente ufologico. Jerome Clark pensa che le storie sensazionali di certi militari si basano più su dicerie che su elementi concreti mentre Kevin Randle, che crede nell'origine extraterrestre dell'UFO di Roswell, non ritiene credibili certe posizioni estreme, come i contatti tra governi e alieni, nonché altri temi ben noti ai complottisti, tra cui l'esistenza del Majestic 12. Altri ufologi ritengono possibili episodi di insabbiamento e discredito dei fenomeni ufologici, ma ne danno spiegazioni meno sensazionalistiche. Essi ritengono che l'atmosfera di mistero che circonda gli UFO si concilia male con la mentalità gerarchica e rigida degli ambienti militari che perciò, temendo possibili destabilizzazioni, cercano di minimizzare e ricondurre a spiegazioni convenzionali le esperienze insolite vissute da piloti e altri appartenenti alle Forze Armate. Inoltre, in ambienti governativi ci sarebbe la consapevolezza che i gruppi privati di ricerca ufologica sarebbero difficilmente controllabili e che le discussioni sull'origine extraterrestre degli UFO potrebbero prestarsi in alcuni casi a veicolare messaggi di sfiducia verso le istituzioni.

## Teorie sugli avvistamenti da parte di astronauti
Alcuni affermano che nel tempo si sarebbero succeduti una serie di presunti avvistamenti di UFO da parte di vari astronauti impegnati in missioni nello spazio; tali avvistamenti sarebbero stati occultati dalla NASA. James Oberg, giornalista scientifico ed ex-ingegnere dell'ente spaziale statunitense, si dichiara scettico, affermando che in alcuni casi si tratterebbe di dicerie prive di fondamento, in altri di satelliti non identificati, mancando qualsiasi prova che si tratti di veicoli extraterrestri.

## La teoria del complotto alieno secondo David Icke
Una teoria indimostrata che tenta di riassumere la maggior parte degli elementi delle varie ipotesi cospirazioniste sugli alieni è quella che ha fruttato fortuna e popolarità al giornalista britannico David Icke, il quale, alla fine degli anni novanta, ha introdotto la sua tesi personale secondo cui il mondo sarebbe segretamente governato dai rettiliani, una presunta specie aliena proveniente da Alpha Draconis.
Nel 1999 Icke pubblicò un libro in cui sviluppava una sua ipotesi secondo la quale una razza di rettili umanoidi, chiamata la Fratellanza Babilonese, avrebbe conquistato il mondo, e alcuni tra i più illustri personaggi storici sarebbero in realtà di questa razza. Tra questi, secondo Icke, ci sarebbero George H. W. Bush, Bill Clinton, la Regina Madre e Kris Kristofferson.
Icke, facendo riferimento a documenti (peraltro già dimostrati come falsi) come i Protocolli dei Savi di Sion, sostiene inoltre che un gruppo di ebrei, in particolare la famiglia Rothschild, avrebbe finanziato Adolf Hitler e favorito l'Olocausto. Queste teorie gli hanno valso l'attenzione sia di alcuni gruppi affini al neonazismo, in particolare Combat 18, sia di alcuni ebrei attivisti contro il razzismo. In risposta a queste affermazioni, Icke ha fortemente negato di essere antisemita, e ha addirittura affermato che gli "illuminati" come la famiglia Rothschild sarebbero lucertole, non ebrei.
Secondo il Political Research Associates, un gruppo di ricerca statunitense attento agli estremisti di destra, le idee di Icke (definite come paranoiche) si sono saldate in vari paesi con le attività di gruppi di estrema destra, anche in nazioni come il Canada dove l'aspetto New Age della sua filosofia mette in secondo piano gli elementi più controversi e improbabili delle sue affermazioni.